# Eliurus petteri
Eliurus petteri é uma espécie de roedor da família Nesomyidae.
É endêmica do leste de Madagascar, onde é encontrada somente na província de Toamasina.